# Melville Weston Fuller
Melville Weston Fuller (ur. 11 lutego 1833, zm. 4 lipca 1910) – amerykański prawnik. W latach 1888–1910 z nominacji prezydenta Grovera Clevelanda pełnił funkcję prezesa Sądu Najwyższego Stanów Zjednoczonych.
Urodzony w Augusta (Maine). Jego rodzice rozwiedli się wkrótce po jego narodzinach, a on sam został wychowany przez Nathana Westona. Po ukończeniu Bowdoin College założył praktykę prawniczą w Chicago. Pracował również jako redaktor gazety i kierował kampanią Stephena A. Douglasa w wyborach prezydenckich w 1860 roku.